# Racquel Sheath
Racquel Sheath, née le 7 novembre 1994 à Morrinsville, est une coureuse cycliste néo-zélandaise. Elle est notamment médaillée de bronze du championnat du monde de poursuite par équipes en 2017.

## Palmarès

### Jeux olympiques
- Rio 2016
  - 4e de la poursuite par équipes

### Championnats du monde
- Invercargill 2012
  -  Médaillée d'argent de la poursuite par équipes juniors
  -  Médaillée de bronze de l'omnium juniors
- Saint-Quentin-en-Yvelines 2015
  - 10e de l'omnium
- Londres 2016
  - 4e de la poursuite par équipes
- Hong Kong 2017
  -  Médaillée de bronze de la poursuite par équipes
  - 4e de l'américaine[1]
  - 14e de la course aux points[2]
- Apeldoorn 2018
  - 6e de la poursuite par équipes[3]
  - 13e de l'américaine[4]
- Pruszków 2019
  - Abandon au scratch
  - Abandon lors de l'américaine

### Coupe du monde
- 2016-2017
  - 2e de la poursuite par équipes à Los Angeles
  - 2e de l'américaine à Los Angeles
- 2017-2018
  - 1re de la poursuite par équipes à Santiago (avec Kirstie James, Bryony Botha et Rushlee Buchanan)
  - 1re de l'américaine à Santiago (avec Michaela Drummond)
  - 3e de l'américaine à Milton
- 2018-2019
  - 1re de la poursuite par équipes à Cambridge (avec Bryony Botha, Kirstie James et Michaela Drummond)
  - 2e de la poursuite par équipes à Saint-Quentin-en-Yvelines
  - 3e de l'américaine à Cambridge
- 2019-2020
  - 2e de la poursuite par équipes à Brisbane

### Jeux du Commonwealth
| Édition / Épreuve | Poursuite par équipes |
| Gold Coast 2018   | Argent                |

### Championnats d'Océanie
| Édition / Épreuve | Vitesse par équipes | Poursuite par équipes                        | Course aux points | Américaine | Omnium |
| Adélaïde 2014     |                     | Or (avec Ellis, Nielsen et Williams)         |                   |            | Argent |
| Melbourne 2016    | Argent              |                                              | Bronze            | Argent     | Argent |
| Cambridge 2017    |                     | Or (avec Botha, Buchanan, James et Drummond) |                   | Bronze     | Or     |

### Championnats de Nouvelle-Zélande
- Championne de Nouvelle-Zélande de course aux points : 2016
- Championne de Nouvelle-Zélande du scratch : 2016
- Championne de Nouvelle-Zélande de l'américaine : 2017 (avec Michaela Drummond)
- Championne de Nouvelle-Zélande de vitesse par équipes : 2019
- Championne de Nouvelle-Zélande de poursuite par équipes : 2019